# Lionel Petty
Lionel Petty is een fictieve persoon uit de Britse televisieserie Coronation Street. Deze rol werd gespeeld door acteur Edward Evans.

## Leven in Weatherfield
Lionel Petty kwam naar Coronation Street toen hij de plaatselijke winkel van Florrie Lindley had overgenomen. Daarvoor was hij werkzaam in het leger. Zijn dochter Sandra kwam later ook bij hem wonen.
Eenmaal werkzaam als winkeleigenaar maakte hij veel veranderingen in de winkel. Ook gebruikte hij zijn legerervaring om de winkel uit te baten. Hij was het tegenovergestelde van Florrie, die juist door veel bewoners erg werd gewaardeerd. Sommige bewoners waren zelfs bang voor hem. Zelfs zijn assistente Irma Ogden kwam niet meer opdagen op haar werk. Op een gegeven moment begon Ena Sharples de andere bewoners van de straat op te roepen om niet meer bij Lionel te kopen. Lionel was zich van geen kwaad bewust dat hij iets fout deed. Uiteindelijk gaf Emiley hem wat tips om beter in de gemeenschap te passen. Lionel werd toen goede vrienden met Jack en Annie Walker.
Lionel woonde achter de winkel, zijn dochter erboven. Ook stond zij achter de toonbank van de winkel. Sandra voelde zich erg ongelukkig en verliet na een tijdje Weatherfield. Na een jaar verliet ook Lionel Coronation Street. Hij verkocht de Corner Shop en verhuisde naar Wales om een zaak met zijn broer te beginnen.
Concepta Riley · Elsie Lappin · Florrie Lindley · Joan Akers · Lionel Petty· May Hardman · Sandra Petty · Vera Lomax